# Hieronymiella
Hieronymiella, rod trajnica, lukovičastih geofita iz potporodice Amaryllidoideae, dio tribusa Eustephieae. Postoj deset priznatih vrsta u Južnoj Americi (Bolivija i sjeverozapadna Argentina).
Rod je opisan 1890., a tipična vrsta je Hieronymiella clidanthoides.

## Vrste
1. Hieronymiella angustissima Ravenna
2. Hieronymiella argentina (Pax) Hunz. & S.C.Arroyo
3. Hieronymiella aurea Ravenna
4. Hieronymiella bedelarii R.Lara & Huaylla
5. Hieronymiella cachiensis Ravenna
6. Hieronymiella caletensis Ravenna
7. Hieronymiella cardenasii (Traub) R.Lara
8. Hieronymiella clidanthoides Pax
9. Hieronymiella pamiana (Stapf) Hunz.
10. Hieronymiella speciosa (R.E.Fr.) Hunz.